# Confissões de uma Garota Excluída
Confissões de uma Garota Excluída é um filme brasileiro de comédia romântica adolescente de 2021, dirigido por Bruno Garotti e baseado na obra literária Confissões de uma Garota Excluída, Mal-Amada e (Um Pouco) Dramática, de Thalita Rebouças. A trama segue Tetê, uma jovem de 16 anos que, após se mudar para a casa dos avós em Copacabana devido a dificuldades financeiras de seus pais, enfrenta os desafios de se integrar em uma nova escola. É estrelado por Klara Castanho, Júlia Gomes, Fernanda Concon, Júlia Rabello, Lucca Picon, Marcus Bessa, Tom Cabral e Kíria Malheiros. Foi lançado em 22 de setembro de 2021, na Netflix.

## Premissa
Tetê é uma adolescente que, marcada pelo isolamento e pelo sentimento de não pertencer, busca encontrar seu lugar em meio a conflitos familiares, pressões escolares e os desafios do mundo contemporâneo. Ao revelar seus pensamentos mais íntimos e vulneráveis, ela acaba enfrentando o estigma da exclusão e descobre que, por trás das cicatrizes da rejeição, existe uma força capaz de impulsioná-la rumo à autodescoberta e ao empoderamento.

## Elenco
- Klara Castanho como Teanira "Tetê" de Oliveira
- Júlia Gomes como Valentina Castro Silveira
- Marcus Bessa como Zeca
- Lucca Picon como Erick Goulart
- Kíria Malheiros como Samantha Hygino
- Fernanda Concon como Laís Montenegro
- Rosane Gofman como Djanira
- Stepan Nercessian como José
- Júlia Rabello como Helena
- Thiago Justino como Inácio
- Thalita Rebouças como Laura
- Roberta Santiago como Conceição

## Lançamento
Em novembro de 2020, Thalita Rebouças anunciou, durante o Festival Tudum, seu segundo filme para a Netflix. Em 13 de julho de 2021, a Netflix divulgou as primeiras imagens do filme. Em 26 de agosto de 2021, foi liberado o trailer oficial da produção. O filme estreou em 22 de setembro de 2021.

## Recepção

### Resposta da crítica
No Cinema com Rapadura, Denis Le Senechal Klimiuc disse que "a comédia adolescente vai muito além das dores do crescimento, e traz questões que conversam com a atual geração, mostrando como é ser adolescente em tempos de múltiplas redes sociais." Em sua crítica para o Omelete, Júlia Tibiriçá avaliou o filme como "bom", dizendo que "flutua entre autoaceitação e velhos conceitos".